# Awakening the World
| Оценки критиков      | Оценки критиков |
| Источник             | Оценка |
| Иноязычные издания   | Иноязычные издания |
| -------------------- | --- |
| Allmusic             | 1,5 из 5 звёзд · 1,5 из 5 звёзд · 1,5 из 5 звёзд · 1,5 из 5 звёзд · 1,5 из 5 звёзд                                                                            |
| Rock Hard            | 8 из 10 звёзд · 8 из 10 звёзд · 8 из 10 звёзд · 8 из 10 звёзд · 8 из 10 звёзд · 8 из 10 звёзд · 8 из 10 звёзд · 8 из 10 звёзд · 8 из 10 звёзд · 8 из 10 звёзд |
| About.com            | 3 из 5 звёзд · 3 из 5 звёзд · 3 из 5 звёзд · 3 из 5 звёзд · 3 из 5 звёзд                                                                                      |
| metal-temple.com     | 8 из 10 звёзд · 8 из 10 звёзд · 8 из 10 звёзд · 8 из 10 звёзд · 8 из 10 звёзд · 8 из 10 звёзд · 8 из 10 звёзд · 8 из 10 звёзд · 8 из 10 звёзд · 8 из 10 звёзд |
| seaoftranquility.org | 3 из 5 звёзд · 3 из 5 звёзд · 3 из 5 звёзд · 3 из 5 звёзд · 3 из 5 звёзд                                                                                      |
| metalcrypt.com       | 4 из 5 звёзд · 4 из 5 звёзд · 4 из 5 звёзд · 4 из 5 звёзд · 4 из 5 звёзд                                                                                      |

Awakening the World — дебютный музыкальный альбом шведской пауэр-метал группы Lost Horizon. Альбом записывался сразу на нескольких студиях с конца марта по середину августа 2000 года. Релиз состоялся в 2001 году на лейбле Music For Nations.

## Список композиций
| №                   | Название                            | Текст песни         | Музыка               | Длительность |
| ------------------- | ----------------------------------- | ------------------- | -------------------- | ------------ |
| 1.                  | «The Quickening» (instrumental)     | —                   | Войтек Лисицки       | 1:06         |
| 2.                  | «Heart of Storm»                    | Лисицки             | Лисицки              | 6:16         |
| 3.                  | «Sworn in the Metal Wind»           | Лисицки             | Лисицки              | 5:43         |
| 4.                  | «The Song of Air» (instrumental)    | —                   | Лисицки              | 0:59         |
| 5.                  | «World Through My Fateless Eyes»    | Лисицки             | Лисицки              | 5:08         |
| 6.                  | «Perfect Warrior»                   | Лисицки             | Лисицки              | 3:55         |
| 7.                  | «Denial of Fate»                    | Лисицки             | Лисицки              | 3:39         |
| 8.                  | «Welcome Back»                      | Лисицки, Зута       | Лисицки, Баским Зута | 5:41         |
| 9.                  | «The Kingdom of My Will»            | Лисицки             | Лисицки, Зута        | 9:13         |
| 10.                 | «The Redintegration» (instrumental) | —                   | Лисицки              | 1:44         |
| Общая длительность: | Общая длительность:                 | Общая длительность: | Общая длительность:  | 43:42        |

## Запись альбома
Для достижения наилучшего результата, запись альбома производилась на нескольких студиях сразу в окрестностях города Гётеборг:
- Ударные были записаны в конце марта — начале апреля на Studio Fredman в Гётеборге.
- Бас-гитара была записана в апреле на BMC/Meta 4 Music Studios в Гётеборге.
- Ритм-гитара была записана в начале мая на той же студии.
- Гитарные соло были записаны в конце мая на студии Metalking Domain в Гётеборге.
- Клавишные — в начале июня на Studio Fredman.
- Микширование инструментов было проведено в конце июня на той же студии.
- Вокал был записан в июле на Studio Mega в Боллебюгде.
- Итоговое микширование было проведено в начале августа на Tremolo Music Studio в Гётеборге.
- Мастеринг проводился в середине августа на The Mastering Room в Гётеборге.

## Участники записи
Музыканты:
- Неземной храбрец — Данил Хейман (швед. Daniel Heiman) — вокал
- Трансцендентальный протагонист — Войтек Лисицки (пол. Wojtek Lisicki) — гитара
- Космический антагонист — Мартин Фуренген (швед. Martin Furängen) — бас-гитара
- Сверхъестественный трансмогрификатор — Христиан Нюквист (швед. Christian Nyquist) — ударные

Технический состав:
- Продюсер — Войтек Лисицки
- Автор логотипа — Мартин Фуренген
- Художник — Никлас Сундин
- Фотограф — Данил Педерсен
- Гримёр — Гуннар Люндгрен
- Типография — Давид Кремер